# Oia sororia
Oia sororia là một loài nhện trong họ Linyphiidae.
Loài này thuộc chi Oia. Oia sororia được Jörg Wunderlich miêu tả năm 1973.